# Politikens Trykkeri 2
|  | Denne artikel er oprettet af botten PalnaBot ud fra en ekstern database. Den kan derfor have sproglige fejl eller mangler. Denne skabelon kan fjernes efter kontrol af indholdet. |

Politikens Trykkeri 2 er en film med ukendt instruktør.

## Handling
Store papirvalser. Sætteriet. Journalist Peter Pen (Anker Kirkeby) på sit kontor. Telefonerne kimer. De færdig trykte aviser afhentes af byens avissælgere, bl.a. originalen "Krølle Charles" . Sætteri. Store papirvalser ankommer til Politikens gård. Politikens hus fra gaden. Trykkeri. Politikens hus eksteriør. Aviser bundtes. Journalisten på sit kontor. Husholdersken læser artikel. (Ikke rigtig sammenklippet i forhold til den færdige film omPeter Pen).